# Рудкі (Груєцький повіт)
Рудкі (пол. Rudki) — село в Польщі, у гміні Нове-Място-над-Пилицею Груєцького повіту Мазовецького воєводства.
Населення — 141 особа (2011).
У 1975-1998 роках село належало до Радомського воєводства.

## Демографія
Демографічна структура станом на 31 березня 2011 року:
|          | Загалом | Допрацездатний вік | Працездатний вік | Постпрацездатний вік |
| -------- | ------- | ------------------ | ---------------- | -------------------- |
| Чоловіки | 73      | 8                  | 55               | 10                   |
| Жінки    | 68      | 11                 | 35               | 22                   |
| Разом    | 141     | 19                 | 90               | 32                   |